# 宮西亜紗美
宮西 亜紗美（みやにし あさみ、1983年5月31日 - ）は、日本の元フードファイター。茨城県出身。

## 略歴
- 2007年4月、パウかわききでの大食いイベント「Food Buttle Stadiums 2007 vol.1」優勝。
- 2008年1月、パウかわさきにて「Food Buttle Stadiums 2007年度年間チャンピオン大会」 年間総合優勝。
- 2008年3月「元祖！大食い王決定戦 打倒ギャル曽根！爆食戦国絵巻〜ハワイ編」準優勝。
- 2008年9月、2009年3月・9月、2010年3月、2012年4月、2013年3月「元祖!大食い王決定戦」本戦出場。
- 2014年3月21日、結婚式。

## 人物
- ロシアン佐藤とは同期デビュー、ライバルでもあり、親友でもある。
- ニックネームは「essen」（※エッセン、ドイツ語で「食べる」の意）。
- 趣味は、料理・食べ歩き・ドライブ・ボウリングなど。
- 2008年3月時は農家のお手伝い、2009年9月時は飲食店アルバイト。

## 活動

### テレビ出演
- スーパーニュース スーパー特報 腹ペコ乙女（2007年6月7日、フジテレビ）
- ハリコミらいおん!!（2007年10月6日、日本テレビ）
- ためしてガッテン（2007年12月19日、NHK総合テレビ）